# Longues-sur-Mer

Longues-sur-Mer este o comună în departamentul Calvados, Franța. În 1 ianuarie 2022 avea o populație de 587 de locuitori.